# Stéphane Delfosse
Pour les articles homonymes, voir Delfosse.
Stéphane Delfosse, né à Renaix le 30 septembre 1967 est un homme politique belge, membre du Mouvement réformateur. 
Delfosse a fait des humanités secondaires supérieures latin-langues et l'école Royale de Gendarmerie; Sous officier d'élite à la retraite.

## Carrière politique
- 2012-2014 : Conseiller communal de Ath
- 2018-2019: Député au parlement wallon et au parlement de la Communauté française depuis le 10 décembre 2018 en remplacement de Jean-Luc Crucke